# 劉琪棻
劉琪棻，贵州遵義人，清政治人物，同進士出身。
光緒二年（1876年）清德宗登極丙子恩科進士，三甲一百四十二名，官雲南建水縣知縣。